# 아니카 베크

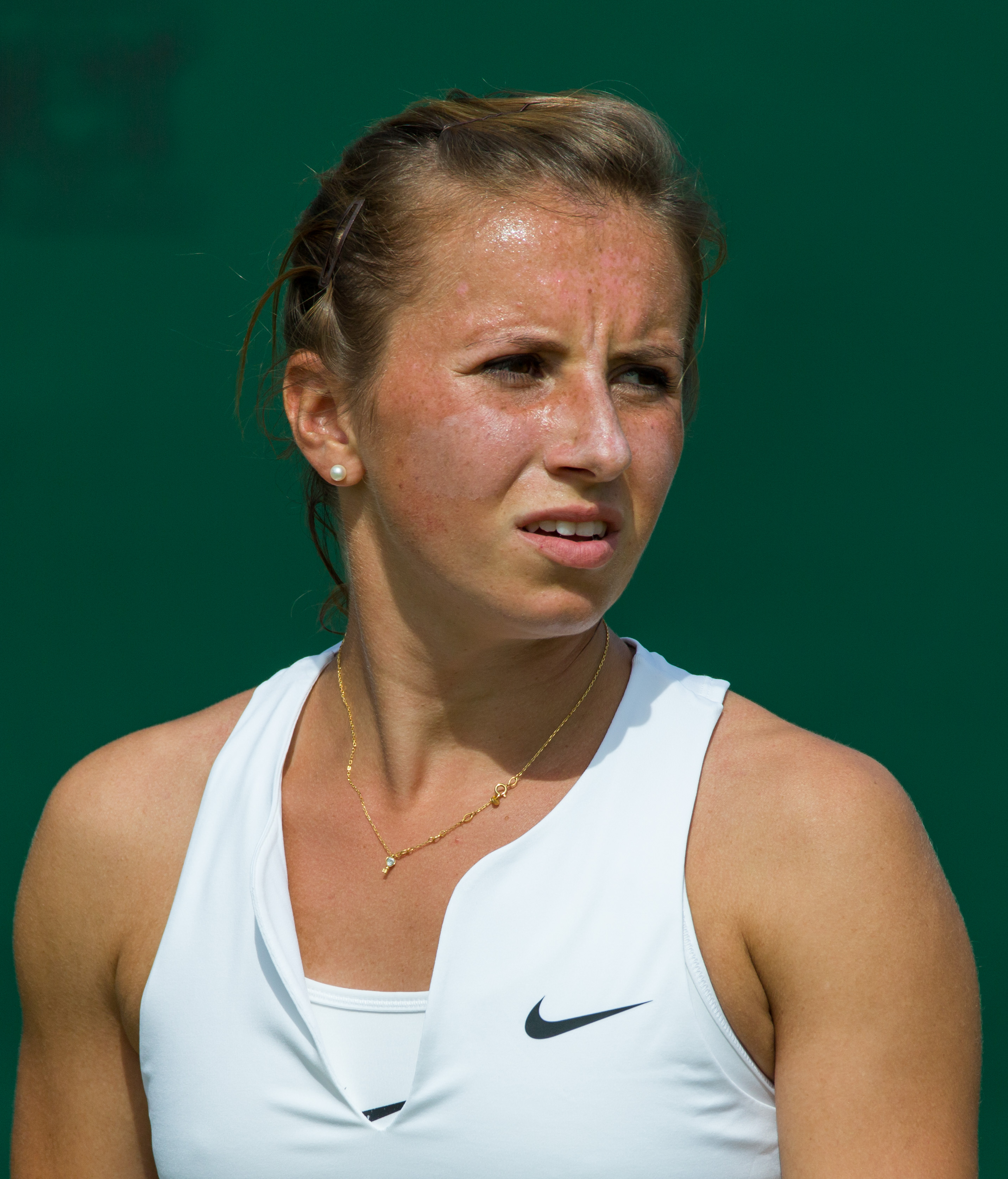
2015년 윔블던 선수권 대회에서의 베크 선수

아니카 베크(독일어: Annika Beck, 1994년 10월 21일 ~ )는 독일의 테니스 선수이다. 기센 출신으로 리우 올림픽에 출전한다.